# Olsberg (Zwitserland)
Olsberg is een gemeente en plaats in het Zwitserse kanton Aargau en maakt deel uit van het district Rheinfelden. Olsberg telt 361 inwoners.

## Overleden
- Scholastika Anderallmend (1647-1722), textielkunstenares